# Gran triacontaedro rómbico
En geometría, el gran triacontaedro rómbico es un poliedro isotoxal, isoedral y no convexo. Es el dual del gran icosidodecaedro (U54). Al igual que el triacontaedro rómbico convexo, tiene 30 caras rómbicas, 60 aristas y 32 vértices (también 20 en ejes de simetría triple y 12 en ejes de simetría quíntuple).

## Proporciones

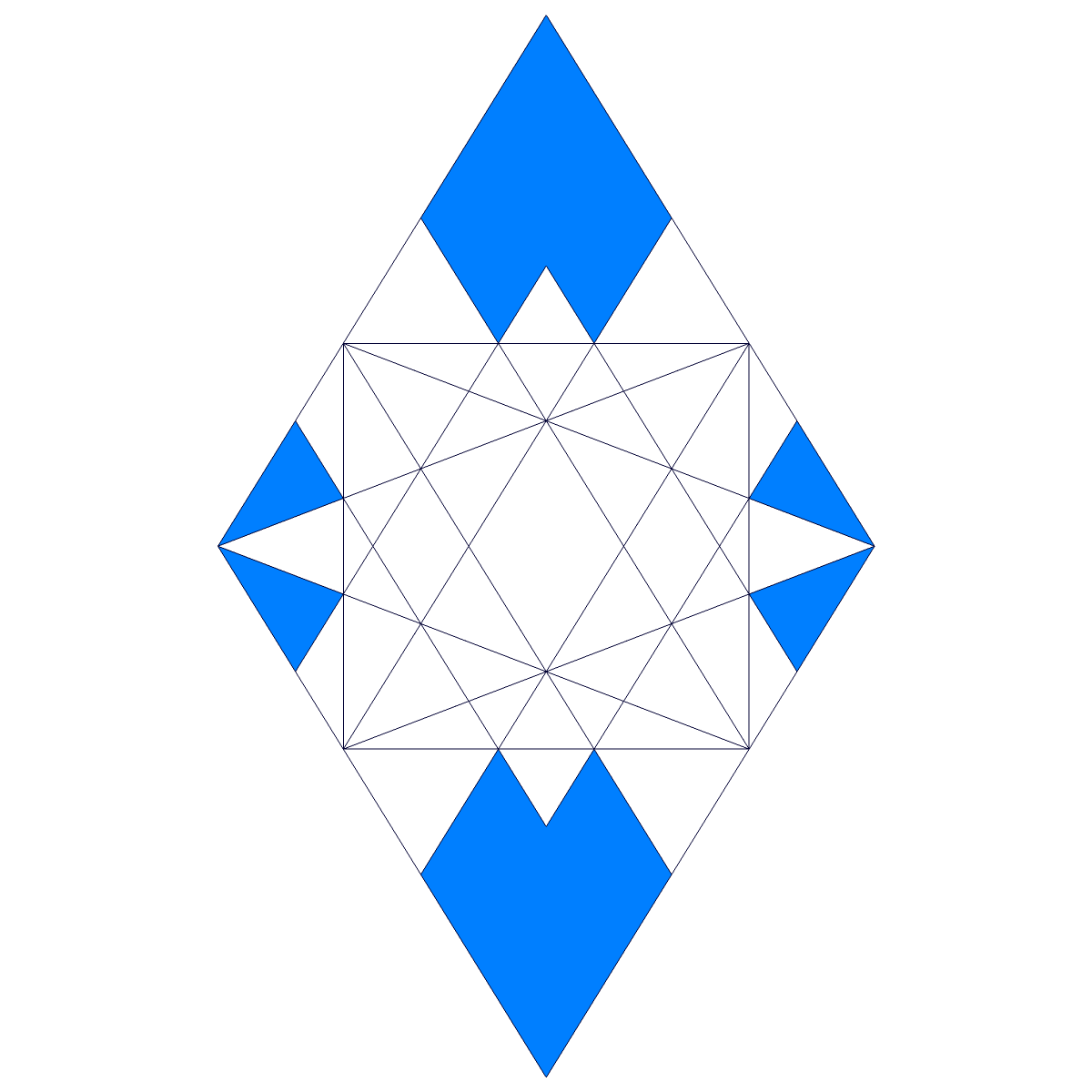
Forma de las caras

Se puede construir a partir del sólido convexo expandiendo las caras por el factor de {\displaystyle \varphi ^{3}\approx 4.236}; donde {\displaystyle \varphi \!} es el número áureo.

Los rombos tienen dos ángulos de {\displaystyle \arccos({\frac {1}{5}}{\sqrt {5}})\approx 63.434\,948\,822\,92^{\circ }} y dos de {\displaystyle \arccos(-{\frac {1}{5}}{\sqrt {5}})\approx 116.565\,051\,177\,08^{\circ }}. Su ángulo diedro es igual a {\displaystyle \arccos(-{\frac {1}{4}}+{\frac {1}{4}}{\sqrt {5}})=72^{\circ }}. Parte de cada rombo se encuentra dentro de la figura, por lo que no son totalmente visibles en los modelos sólidos. La relación entre las longitudes de la diagonal larga y corta de los rombos es igual a la proporción áurea {\displaystyle \varphi }.

## Poliedros relacionados
Este sólido es al compuesto de gran dodecaedro estrellado y gran icosaedro lo que el correspondiente sólido convexo es al compuesto de dodecaedro e icosaedro. Las aristas que se cruzan en el politopo compuesto son las diagonales de los rombos.
En el centro de este compuesto se puede ver lo que se asemeja a un triacontaedro rómbico "excavado" (compárese con el dodecaedro excavado y con el icosaedro excavado). El resto del poliedro se parece sorprendentemente a un hexecontaedro rómbico.
| Triacontaedro convexo, mediano y gran rómbico a la derecha (mostrado con simetría tetraédrica) y los politopos compuestos correspondientes de sólidos regulares a la izquierda | {\displaystyle \varphi }                                             |
| Triacontaedro convexo, mediano y gran rómbico a la derecha (mostrado con simetría tetraédrica) y los politopos compuestos correspondientes de sólidos regulares a la izquierda | Proyecciones ortográficas según ejes de simetría de 2, 3 y 5 lóbulos |